# Stan Szelest
Stan Szelest (11 de fevereiro de 1943 — 20 de janeiro de 1991) foi um músico estadunidense, mais conhecido por seu trabalho como pianista do The Band.
Nascido em Buffalo, Nova York, formou em 1958 a banda de blues Stan and the Ravens. Em 1960, passou a colaborar com Ronnie Hawkins e seu grupo de apoio The Hawks, permanecendo com eles até o ano seguinte. Richard Manuel foi chamado para a vaga de Szelest, e o grupo acabaria por deixar Hawkins para seguir carreira própria, tornando-se conhecido posteriormente como The Band.
Com a morte de Manuel em 1986, Szelest foi convidado a se juntar novamente à banda quando estes firmaram um contrato de gravação com a CBS Records em 1990. Ele morreu vítima de um ataque cardíaco enquanto estava em Woodstock gravando com Levon Helm, Rick Danko e Garth Hudson; parte de seu trabalho acabaria sendo incluído posteriormente no álbum Jericho, lançado em 1993.